# 公園町 (長浜市)
公園町（こうえんちょう）は、滋賀県長浜市にある地名。

## 地理
長浜市西端部に位置する。東は南呉服町・北船町、西は琵琶湖、南は大島町・港町、北は鐘紡町・殿町に接する。

## 歴史

### 地名の由来
当町域内に所在する豊公園に由来する。

### 沿革
- 1965年（昭和40年）8月1日 - 長浜市南呉服町・北船町の各一部により同市公園町として成立[1]。

## 世帯数と人口
2019年（令和元年）9月1日現在の世帯数と人口は以下の通りである。
| 町丁   | 世帯数  | 人口    |
| ------ | ------- | ------- |
| 公園町 | 477世帯 | 1,083人 |

### 人口の変遷
国勢調査による人口の推移。
| 1995年（平成7年）  | 583人   | [ 6 ]  |  |
| 2000年（平成12年） | 609人   | [ 7 ]  |  |
| 2005年（平成17年） | 609人   | [ 8 ]  |  |
| 2010年（平成22年） | 1,153人 | [ 9 ]  |  |
| 2015年（平成27年） | 1,166人 | [ 10 ] |  |

### 世帯数の変遷
国勢調査による世帯数の推移。
| 1995年（平成7年）  | 204世帯 | [ 6 ]  |  |
| 2000年（平成12年） | 207世帯 | [ 7 ]  |  |
| 2005年（平成17年） | 207世帯 | [ 8 ]  |  |
| 2010年（平成22年） | 462世帯 | [ 9 ]  |  |
| 2015年（平成27年） | 490世帯 | [ 10 ] |  |

## 交通

### 鉄道
- 西日本旅客鉄道北陸本線 - 長浜駅

### 道路
- 滋賀県道2号大津能登川長浜線
- 滋賀県道44号木之本長浜線
- 滋賀県道331号湖北長浜線

## 施設
- 豊公園
  - 長浜城歴史博物館
  - 国民宿舎豊公荘 - 2020年6月から臨時休館、2023年8月に閉鎖の方針が決定された[11]。
- 長浜太閤温泉
- 湖北農業会館

## その他

### 日本郵便
- 郵便番号 : 526-0065[4]（集配局：長浜郵便局[12]）。